# Mesterholdenes Europa Cup i håndbold 1989-90 (kvinder)
Mesterholdenes Europa Cup i håndbold 1989-90 for kvinder var den 30. udgave af Mesterholdenes Europa Cup i håndbold for kvinder. Turneringen havde deltagelse af 20 hold, som var blevet nationale mestre sæsonen forinden, samt et de østrigske sølvvindere fra Union Hollabrunn, og blev afviklet som en cupturnering, hvor alle opgørene blev afviklet over to kampe, hvor holdene mødtes både ude og hjemme.
Turneringen blev vundet af Hypobank Südstadt fra Østrig, som i finalen over to kampe besejrede HK Kuban Krasnodar fra Sovjetunionen med 59-50. Det var anden sæson i træk, at Hypobank Südstadt vandt turneringen.

## Resultater

### 1/16-finaler
| Dato   | Dato   | Hjemmehold i 1. kamp | Udehold i 1. kamp | Resultat | Resultat | Resultat |
| 1.kamp | 2.kamp | Hjemmehold i 1. kamp | Udehold i 1. kamp | Samlet   | 1.kamp   | 2.kamp   |
| ------ | ------ | -------------------- | ----------------- | -------- | -------- | -------- |
| ?      | ?      | LC Brühl Handball    | Union Hollabrunn  | 51–42    | 30-19    | 21-23    |
| ?      | ?      | Åbo IFK              | Tyresö HK         | 29–40    | 15-19    | 14-21    |
| ?      | 29.10. | Iber Valencia        | SL Benfica        | 44–29    | 20-11    | 24-18    |
| ?      | 29.10. | HC Initia Hasselt    | ASPTT Metz        | 28–34    | 15-20    | 13-14    |
| ?      | ?      | HB Dudelange         | ?                 | ?–?      | ?        | ?        |

### Ottendedelsfinaler
| Dato   | Dato   | Hjemmehold i 1. kamp     | Udehold i 1. kamp   | Resultat | Resultat | Resultat |
| 1.kamp | 2.kamp | Hjemmehold i 1. kamp     | Udehold i 1. kamp   | Samlet   | 1.kamp   | 2.kamp   |
| ------ | ------ | ------------------------ | ------------------- | -------- | -------- | -------- |
| 13.1.  | 21.1.  | Hypobank Südstadt        | Iskra Partizánske   | 51–36    | 30-17    | 21-19    |
| 13.1.  | 21.1.  | IL Vestar                | Iber Valencia       | 51–37    | 29-17    | 22-20    |
| ?      | ?      | LC Brühl                 | Zeeman Vastgoed SEW | 40–39    | 22-19    | 18-20    |
| ?      | ?      | Cassano Magnago          | ?                   | ?–?      | ?        | ?        |
| ?      | ?      | AZS AWF Wroclaw          | ?                   | ?–?      | ?        | ?        |
| ?      | ?      | Chimistul Râmnicu Vâlcea | SC Empor Rostock    | 58–46    | 31-27    | 27-19    |
| ?      | ?      | ŽRK Budućnost            | ASPTT Metz          | ?–?      | ?        | ?        |
| ?      | ?      | Kuban Krasnodar          | ?                   | ?–?      | ?        | ?        |

### Kvartfinaler
| Dato   | Dato   | Hjemmehold i 1. kamp     | Udehold i 1. kamp | Resultat | Resultat | Resultat |
| 1.kamp | 2.kamp | Hjemmehold i 1. kamp     | Udehold i 1. kamp | Samlet   | 1.kamp   | 2.kamp   |
| ------ | ------ | ------------------------ | ----------------- | -------- | -------- | -------- |
| 19.3.  | 25.3.  | IL Vestar                | Hypobank Südstadt | 35–45    | 22-17    | 13-28    |
| ?      | ?      | LC Brühl                 | Cassano Magnago   | 45–42    | 27-19    | 18-23    |
| ?      | ?      | Chimistul Râmnicu Vâlcea | AZS AWF Wroclaw   | 59–53    | 34-24    | 25-29    |
| ?      | ?      | Kuban Krasnodar          | ?                 | ?–?      | ?        | ?        |

### Semifinaler
| Dato   | Dato   | Hjemmehold i 1. kamp     | Udehold i 1. kamp | Resultat | Resultat | Resultat |
| 1.kamp | 2.kamp | Hjemmehold i 1. kamp     | Udehold i 1. kamp | Samlet   | 1.kamp   | 2.kamp   |
| ------ | ------ | ------------------------ | ----------------- | -------- | -------- | -------- |
| ?      | ?      | Hypobank Südstadt        | LC Brühl          | 69–31    | 37-14    | 32-17    |
| ?      | ?      | Chimistul Râmnicu Vâlcea | Kuban Krasnodar   | 50–51    | 28-22    | 22-29    |

### Finale
| Dato   | Dato   | Hjemmehold i 1. kamp | Udehold i 1. kamp | Resultat | Resultat | Resultat |
| 1.kamp | 2.kamp | Hjemmehold i 1. kamp | Udehold i 1. kamp | Samlet   | 1.kamp   | 2.kamp   |
| ------ | ------ | -------------------- | ----------------- | -------- | -------- | -------- |
| ?      | 27.5.  | Hypobank Südstadt    | Kuban Krasnodar   | 59–50    | 29-24    | 30-26    |